# Station Pemberton
Pemberton is een spoorwegstation van National Rail in Pemberton, Wigan in Engeland. Het station is eigendom van Network Rail en wordt beheerd door Northern Rail. 